# Jakob Ludwig Passavant

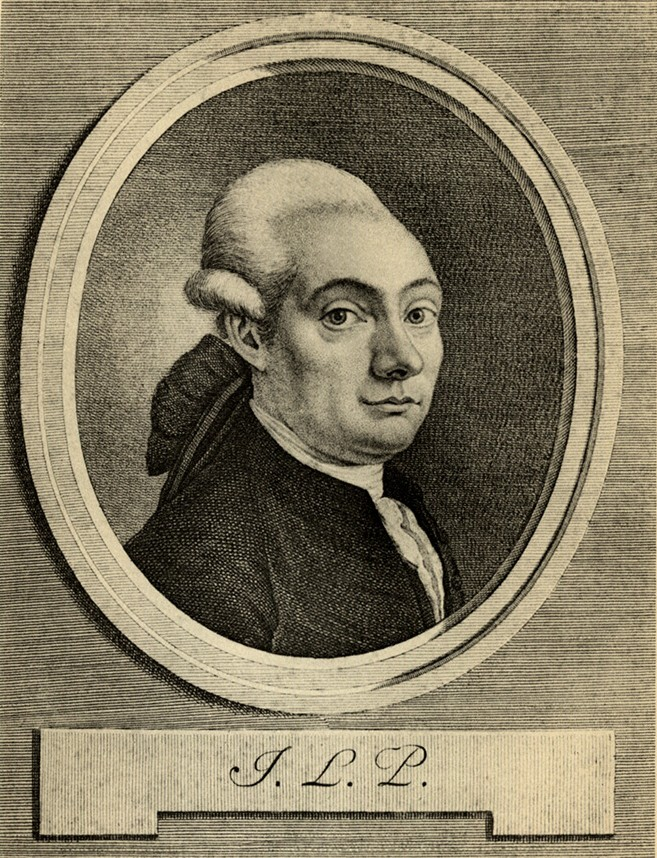
Jakob Ludwig Passavant; Stich von Johann Heinrich Lips, um 1775.

Jakob Ludwig Passavant (* 6. März 1751 in Frankfurt am Main; † 8. Januar 1827 ebenda) war ein Pfarrer der reformierten Kirche und Jugendfreund Johann Wolfgang von Goethes.

## Leben und Werk
Passavant war der Sohn von Johann Ludwig Passavant (1719–1793) und dessen Ehefrau Maria Jakoba geb. Koch. Nach dem Besuch des städtischen Gymnasiums studierte er Theologie in Göttingen und Marburg und wurde 1774 Hilfsprediger bei Johann Caspar Lavater in Zürich.

### Goethes Schweizreise 1775
Hier traf er seinen Jugendfreund, den 25-jährigen Johann Wolfgang Goethe wieder, der sich in die erst 16-jährige Anna Elisabeth Schönemann verliebt hatte und zu Ostern 1775 desselben Jahres seine Verlobung bekannt gab. Starke Zweifel über das gegebene Eheversprechen führten Goethe jedoch dazu, am 14. Mai 1775 eine längere Reise in die Schweiz anzutreten. Über Darmstadt, Mannheim, Straßburg Freiburg, Schaffhausen ging es bis zum 9. Juni 1775 nach Zürich.
Passavant schlug ihm eine gemeinsame Wanderung durch die Schweizer Urkantone vor. Am 9. Juni 1775 überquerten beide den Zürichsee, um von dort nach Richterswil und auf unwegsamen Pfaden nach Maria Einsiedeln zu wandern. Mit schlechtem Wetter ging es hinauf zum Gotthardpass, um dort im Gotthardhospiz vom 21. auf den 22. Juni zu übernachten. Passavant suchte Goethe vergeblich zum Abstieg nach Italien zu überreden. Passavant begleitete Goethe über den Vierwaldstättersee und den Zugersee nach Zürich zurück, das sie am 26. Juni 1775 wieder erreichten. Erst elf Jahre später trat Goethe seine Italienische Reise an.

### Reformierter Geistlicher
Jakob Ludwig Passavant wechselte 1776 nach Hamburg und wurde Pfarrverwalter der dortigen reformierten Gemeinde und 1777 Pfarrer der reformierten Gemeinde Münden im Kurfürstentum Hannover. Anfang 1787 trat er seine Stelle als zweiter Pfarrer der reformierten Gemeinde in der lippischen Residenzstadt Detmold an.
1795 wurde er zum Zweiten Prediger der 1787 erbauten deutsch-reformierten Gemeinde in seiner Heimatstadt Frankfurt am Main gewählt, 1813 mit der Berufung von Johann Christoph Spiess zum Ersten Prediger. Im Jahre 1817 wurde ihm im Alter von 66 Jahren von der Universität Jena der theologische Doktortitel verliehen, vermutlich auf Anregung seines Jugendfreundes Goethe. Dieser erwähnte ihn auch in seinen Schriften, so in „Dichtung und Wahrheit“ und als Ferdinand in „Die Leiden des jungen Werthers“.

## Familie
Jakob Ludwig Passavant heiratete 1778 Johanna Elisabeth Waitz (1752–1790). Aus der Ehe gingen vier Kinder hervor, darunter Philipp Jacob Passavant-Herries. Nach dem Tod seiner ersten Ehefrau heiratete er 1794 in Detmold in zweiter Ehe Christine Johanette Auguste Rotberg (1774–1804). Aus der Ehe gingen sechs Kinder hervor, darunter der spätere Kgl. Bayer. Generalmajor Friedrich Ritter von Passavant (1796–1862).